# A Liverpool FC szezonjai
Ez a lista a Liverpool FC szezonjait tartalmazza táblázatos felsorolásban, feltüntetve a hazai és a nemzetközi porondon elért eredményeket is. A szöveges történeti ismertetéshez lásd A Liverpool FC története, a sikerek felsorolásához pedig A Liverpool FC sikerei című szócikket.

## Szezonok
| Szezon                                                              | Osztály (Bajn.) | #      | Angol kupa      | Angol ligakupa | Angol szuperkupa   | Nemzetközi kupaszereplés                    | Házi gólkirály (gólok száma)                  | Átl. hazai nsz. |
| ------------------------------------------------------------------- | --------------- | ------ | --------------- | -------------- | ------------------ | ------------------------------------------- | --------------------------------------------- | --------------- |
| 1892–93                                                             | LL              | bajnok | 3. selejtezőkör | —              | —                  | —                                           | John Miller (27)                              | 2 707           |
| 1893–94                                                             | II. (Div 2)     | bajnok | 3. forduló      | —              | —                  | —                                           | James Stott (14)                              | 6 235           |
| 1894–95                                                             | I. (Div 1)      | 16.    | 2. forduló      | —              | —                  | —                                           | Thomas Bradshaw (18)                          | 11 529          |
| 1895–96                                                             | II.             | bajnok | 2. forduló      | —              | —                  | —                                           | George Allan (29)                             | 8 055           |
| 1896–97                                                             | I.              | 5.     | elődöntő        | —              | —                  | —                                           | George Allan (18)                             | 13 055          |
| 1897–98                                                             | I.              | 9.     | 3. forduló      | —              | —                  | —                                           | Frank Becton (13)                             | 13 733          |
| 1898–99                                                             | I.              | 2.     | elődöntő        | —              | —                  | —                                           | Hugh Morgan (13)                              | 15 624          |
| 1899–1900                                                           | I.              | 10.    | 2. forduló      | —              | —                  | —                                           | Tom Robertson, John Walker (10)               | 12 684          |
| 1900–01                                                             | I.              | bajnok | 1. forduló      | —              | —                  | —                                           | Sam Raybould (18)                             | 15 647          |
| 1901–02                                                             | I.              | 11.    | 2. forduló      | —              | —                  | —                                           | Sam Raybould (16)                             | 15 388          |
| 1902–03                                                             | I.              | 5.     | 1. forduló      | —              | —                  | —                                           | Sam Raybould (32)                             | 15 470          |
| 1903–04                                                             | I.              | 17.    | 1. forduló      | —              | —                  | —                                           | Jack Cox (9)                                  | 15 411          |
| 1904–05                                                             | II.             | bajnok | 1. forduló      | —              | —                  | —                                           | Robbie Robinson (23)                          | 15 222          |
| 1905–06                                                             | I.              | bajnok | elődöntő        | —              | —                  | —                                           | Joe Hewitt (27)                               | 18 240          |
| 1906–07                                                             | I.              | 17.    | 4. forduló      | —              | —                  | —                                           | Sam Raybould (17)                             | 18 666          |
| 1907–08                                                             | I.              | 8.     | 3. forduló      | —              | —                  | —                                           | Joe Hewitt (21)                               | 18 380          |
| 1908–09                                                             | I.              | 16.    | 2. forduló      | —              | NK                 | —                                           | Ronald Orr (23)                               | 18 047          |
| 1909–10                                                             | I.              | 2.     | 1. forduló      | —              | NK                 | —                                           | Jack Parkinson (30)                           | 24 052          |
| 1910–11                                                             | I.              | 13.    | 2. forduló      | —              | NK                 | —                                           | Jack Parkinson (20)                           | 16 900          |
| 1911–12                                                             | I.              | 17.    | 2. forduló      | —              | NK                 | —                                           | Jack Parkinson (13)                           | 22 350          |
| 1912–13                                                             | I.              | 12.    | 3. forduló      | —              | NK                 | —                                           | Arthur Metcalf (18)                           | 23 423          |
| 1913–14                                                             | I.              | 16.    | döntős          | —              | NK                 | —                                           | Tom Miller (20)                               | 29 281          |
| 1914–15                                                             | I.              | 13.    | 2. forduló      | —              | NK                 | —                                           | Fred Pagnam (26)                              | 18 100          |
| A bajnokság szünetelt 1915–1919 között az első világháború miatt.   |                 |        |                 |                |                    |                                             |                                               |                 |
| 1919–20                                                             | I.              | 4.     | 4. forduló      | —              | NK                 | —                                           | Harry Chambers (15)                           | 31 507          |
| 1920–21                                                             | I.              | 4.     | 2. forduló      | —              | NK                 | —                                           | Harry Chambers (24)                           | 36 636          |
| 1921–22                                                             | I.              | bajnok | 2. forduló      | —              | NK                 | —                                           | Harry Chambers (21)                           | 37 333          |
| 1922–23                                                             | I.              | bajnok | 3. forduló      | —              | döntős             | —                                           | Harry Chambers (25)                           | 34 790          |
| 1923–24                                                             | I.              | 12.    | 4. forduló      | —              | NI                 | —                                           | Jimmy Walsh (19)                              | 30 434          |
| 1924–25                                                             | I.              | 4.     | 4. forduló      | —              | NK                 | —                                           | Dick Forshaw (19)                             | 30 225          |
| 1925–26                                                             | I.              | 7.     | 4. forduló      | —              | NK                 | —                                           | Dick Forshaw (29)                             | 27 894          |
| 1926–27                                                             | I.              | 9.     | 5. forduló      | —              | NK                 | —                                           | Harry Chambers (21)                           | 30 032          |
| 1927–28                                                             | I.              | 16.    | 4. forduló      | —              | NK                 | —                                           | Gordon Hodgson (23)                           | 29 738          |
| 1928–29                                                             | I.              | 5.     | 4. forduló      | —              | NK                 | —                                           | Gordon Hodgson (32)                           | 29 475          |
| 1929–30                                                             | I.              | 12.    | 3. forduló      | —              | NK                 | —                                           | Jimmy Smith (23)                              | 31 276          |
| 1930–31                                                             | I.              | 9.     | 3. forduló      | —              | NK                 | —                                           | Gordon Hodgson (36)                           | 26 652          |
| 1931–32                                                             | I.              | 10.    | negyeddöntő     | —              | NK                 | —                                           | Gordon Hodgson (27)                           | 25 443          |
| 1932–33                                                             | I.              | 14.    | 3. forduló      | —              | NK                 | —                                           | Gordon Hodgson (24)                           | 23 381          |
| 1933–34                                                             | I.              | 18.    | 5. forduló      | —              | NK                 | —                                           | Gordon Hodgson (25)                           | 32 482          |
| 1934–35                                                             | I.              | 7.     | 4. forduló      | —              | NK                 | —                                           | Gordon Hodgson (29)                           | 25 198          |
| 1935–36                                                             | I.              | 19.    | 3. forduló      | —              | NK                 | —                                           | Fred Howe (17)                                | 28 686          |
| 1936–37                                                             | I.              | 18.    | 3. forduló      | —              | NK                 | —                                           | Fred Howe (16)                                | 23 817          |
| 1937–38                                                             | I.              | 11.    | 5. forduló      | —              | NK                 | —                                           | Alf Hanson (15)                               | 30 141          |
| 1938–39                                                             | I.              | 11.    | 5. forduló      | —              | NK                 | —                                           | Berry Nieuwenhuys (16)                        | 32 160          |
| A bajnokság szünetelt 1939–1946 között a második világháború miatt. |                 |        |                 |                |                    |                                             |                                               |                 |
| 1945–46                                                             | —               | —      | 4. forduló      | —              | —                  | —                                           | Willie Fagan (3)                              | 23 227          |
| 1946–47                                                             | I.              | bajnok | elődöntő        | —              | —                  | —                                           | Jack Balmer és Albert Stubbins (28)           | 47 564          |
| 1947–48                                                             | I.              | 11.    | 5. forduló      | —              | —                  | —                                           | Albert Stubbins (26)                          | 44 271          |
| 1948–49                                                             | I.              | 12.    | 5. forduló      | —              | NK                 | —                                           | Jack Balmer (16)                              | 45 273          |
| 1949–50                                                             | I.              | 8.     | döntős          | —              | NK                 | —                                           | Billy Liddell (19)                            | 45 597          |
| 1950–51                                                             | I.              | 9.     | 3. forduló      | —              | NK                 | —                                           | Billy Liddell (15)                            | 38 180          |
| 1951–52                                                             | I.              | 11.    | 5. forduló      | —              | NK                 | —                                           | Billy Liddell (19)                            | 39 928          |
| 1952–53                                                             | I.              | 17.    | 3. forduló      | —              | NK                 | —                                           | Billy Liddell (13)                            | 40 172          |
| 1953–54                                                             | I.              | 22.    | 3. forduló      | —              | NK                 | —                                           | Sammy Smyth (13)                              | 40 979          |
| 1954–55                                                             | II.             | 11.    | 5. forduló      | —              | NK                 | —                                           | John Evans (33)                               | 36 888          |
| 1955–56                                                             | II.             | 3.     | 5. forduló      | —              | NK                 | NK                                          | Billy Liddell (32)                            | 39 295          |
| 1956–57                                                             | II.             | 3.     | 3. forduló      | —              | NK                 | NK                                          | Billy Liddell (21)                            | 35 725          |
| 1957–58                                                             | II.             | 4.     | negyeddöntő     | —              | NK                 | NK                                          | Billy Liddell (23)                            | 39 494          |
| 1958–59                                                             | II.             | 4.     | 3. forduló      | —              | NK                 | NK                                          | Jimmy Melia (21)                              | 36 653          |
| 1959–60                                                             | II.             | 3.     | 4. forduló      | —              | NK                 | NK                                          | Roger Hunt (23)                               | 31 859          |
| 1960–61                                                             | II.             | 3.     | 4. forduló      | 3. forduló     | NK                 | NK                                          | Kevin Lewis (32)                              | 29 731          |
| 1961–62                                                             | II.             | bajnok | 5. forduló      | NI             | NK                 | NK                                          | Roger Hunt (42)                               | 40 463          |
| 1962–63                                                             | I.              | 8.     | elődöntő        | NI             | NK                 | NK                                          | Roger Hunt (26)                               | 43 854          |
| 1963–64                                                             | I.              | bajnok | negyeddöntő     | NI             | NK                 | NK                                          | Roger Hunt (33)                               | 45 710          |
| 1964–65                                                             | I.              | 7.     | győztes         | NI             | megosztott győztes | BEK: elődöntő                               | Roger Hunt (37)                               | 45 192          |
| 1965–66                                                             | I.              | bajnok | 3. forduló      | NI             | megosztott győztes | KEK: döntős                                 | Roger Hunt (33)                               | 47 214          |
| 1966–67                                                             | I.              | 5.     | 5. forduló      | NI             | győztes            | BEK: 2. forduló                             | Roger Hunt (19)                               | 45 772          |
| 1967–68                                                             | I.              | 3.     | negyeddöntő     | 2. forduló     | NK                 | VVK: 3. forduló                             | Roger Hunt (30)                               | 47 214          |
| 1968–69                                                             | I.              | 2.     | 5. forduló      | 4. forduló     | NK                 | VVK: 1. forduló                             | Roger Hunt (17)                               | 46 818          |
| 1969–70                                                             | I.              | 5.     | negyeddöntő     | 3. forduló     | NK                 | VVK: 2. forduló                             | Bobby Graham (21)                             | 44 185          |
| 1970–71                                                             | I.              | 5.     | döntős          | 3. forduló     | NK                 | VVK: elődöntő                               | Alun Evans (15)                               | 46 394          |
| 1971–72                                                             | I.              | 3.     | 4. forduló      | 4. forduló     | NK                 | KEK: 2. forduló                             | John Toshack (13)                             | 46 150          |
| 1972–73                                                             | I.              | bajnok | 4. forduló      | 5. forduló     | NK                 | UEFA: győztes                               | Kevin Keegan (22)                             | 44 863          |
| 1973–74                                                             | I.              | 2.     | győztes         | 5. forduló     | NI                 | BEK: 2. forduló                             | Kevin Keegan (19)                             | 43 362          |
| 1974–75                                                             | I.              | 2.     | 4. forduló      | 4. forduló     | győztes            | KEK: 4. forduló                             | Steve Heighway (13)                           | 43 242          |
| 1975–76                                                             | I.              | bajnok | 4. forduló      | 4. forduló     | NK                 | UEFA: győztes                               | John Toshack (23)                             | 39 847          |
| 1976–77                                                             | I.              | bajnok | döntős          | 2. forduló     | győztes            | BEK: győztes                                | Kevin Keegan (20)                             | 49 224          |
| 1977–78                                                             | I.              | 2.     | 3. forduló      | döntős         | megosztott győztes | ESZK: győztes IK: NI BEK: győztes           | Kenny Dalglish (31)                           | 48 621          |
| 1978–79                                                             | I.              | bajnok | elődöntő        | 1. forduló     | NK                 | ESZK: döntős VK: NI BEK: 1. forduló         | Kenny Dalglish (25)                           | 45 992          |
| 1979–80                                                             | I.              | bajnok | elődöntő        | elődöntő       | győztes            | BEK: 1. forduló                             | David Johnson (27)                            | 43 748          |
| 1980–81                                                             | I.              | 5.     | 4. forduló      | győztes        | győztes            | BEK: győztes                                | Terry McDermott (22)                          | 39 666          |
| 1981–82                                                             | I.              | bajnok | 5. forduló      | győztes        | NK                 | ESZK: NI IK: döntős BEK: 3. forduló         | Ian Rush (30)                                 | 35 387          |
| 1982–83                                                             | I.              | bajnok | 5. forduló      | győztes        | győztes            | BEK: 3. forduló                             | Ian Rush (31)                                 | 35 677          |
| 1983–84                                                             | I.              | bajnok | 4. forduló      | győztes        | döntős             | BEK: győztes                                | Ian Rush (47)                                 | 35 793          |
| 1984–85                                                             | I.              | 2.     | elődöntő        | 3. forduló     | döntős             | ESZK: döntős IK: döntős BEK: döntős         | John Wark (27)                                | 38 056          |
| 1985–86                                                             | I.              | bajnok | győztes         | elődöntő       | NK                 | KZ                                          | Ian Rush (33)                                 | 33 928          |
| 1986–87                                                             | I.              | 2.     | 3. forduló      | döntős         | megosztott győztes | KZ                                          | Ian Rush (40)                                 | 35 538          |
| 1987–88                                                             | I.              | bajnok | döntős          | 3. forduló     | NK                 | KZ                                          | John Aldridge (29)                            | 42 267          |
| 1988–89                                                             | I.              | 2.     | győztes         | 4. forduló     | győztes            | KZ                                          | John Aldridge (31)                            | 38 713          |
| 1989–90                                                             | I.              | bajnok | elődöntő        | 3. forduló     | győztes            | KZ                                          | Ian Rush (40)                                 | 35 538          |
| 1990–91                                                             | I.              | 2.     | 5. forduló      | 3. forduló     | megosztott győztes | KZ                                          | Ian Rush (26)                                 | 36 389          |
| 1991–92                                                             | I.              | 6.     | győztes         | 4. forduló     | NK                 | UEFA: 4. forduló                            | Dean Saunders (23)                            | 33 844          |
| 1992–93                                                             | I. (PL)         | 6.     | 3. forduló      | 4. forduló     | döntős             | KEK: 2. forduló                             | Ian Rush (22)                                 | 34 741          |
| 1993–94                                                             | I.              | 8.     | 3. forduló      | 4. forduló     | NK                 | NK                                          | Ian Rush (19)                                 | 35 847          |
| 1994–95                                                             | I.              | 4.     | negyeddöntő     | győztes        | NK                 | NK                                          | Robbie Fowler (31)                            | 34 743          |
| 1995–96                                                             | I.              | 3.     | döntős          | 4. hely        | NK                 | UEFA: 2. forduló                            | Robbie Fowler (36)                            | 39 010          |
| 1996–97                                                             | I.              | 4.     | 4. forduló      | 5. forduló     | NK                 | KEK: elődöntő                               | Robbie Fowler (31)                            | 38 436          |
| 1997–98                                                             | I.              | 3.     | 3. forduló      | elődöntő       | NK                 | UEFA: 2. forduló                            | Michael Owen (23)                             | 39 100          |
| 1998–99                                                             | I.              | 7.     | 4. forduló      | 4. forduló     | NK                 | UEFA: 3. forduló                            | Michael Owen (23)                             | 39 427          |
| 1999–2000                                                           | I.              | 4.     | 4. forduló      | 3. forduló     | NK                 | NK                                          | Michael Owen (12)                             | 42 598          |
| 2000–01                                                             | I.              | 3.     | győztes         | győztes        | NK                 | UEFA: győztes                               | Michael Owen (24)                             | 42 768          |
| 2001–02                                                             | I.              | 2.     | 4. forduló      | 3. forduló     | győztes            | ESZK: győztes BL: negyeddöntő               | Michael Owen (29)                             | 41 484          |
| 2002–03                                                             | I.              | 5.     | 4. forduló      | győztes        | döntős             | BL: 1. csoportkör UEFA: 5. forduló          | Michael Owen (28)                             | 42 803          |
| 2003–04                                                             | I.              | 4.     | 5. forduló      | 4. forduló     | NK                 | UEFA: 4. forduló                            | Michael Owen (19)                             | 41 777          |
| 2004–05                                                             | I.              | 5.     | 3. forduló      | döntős         | NK                 | BL: győztes                                 | Milan Baroš, Steven Gerrard, Luis García (13) | 41 303          |
| 2005–06                                                             | I.              | 3.     | győztes         | 3. forduló     | NK                 | ESZK: győztes KVB: döntős BL: nyolcaddöntő  | Steven Gerrard (23)                           | 43 913          |
| 2006–07                                                             | I.              | 3.     | 3. forduló      | negyeddöntő    | győztes            | BL: döntős                                  | Peter Crouch (18)                             | 43 505          |
| 2007–08                                                             | I.              | 4.     | 5. forduló      | negyeddöntő    | NK                 | BL: elődöntő                                | Fernando Torres (33)                          | 42 940          |
| 2008–09                                                             | I.              | 2.     | 4. forduló      | 4. forduló     | NK                 | BL: negyeddöntő                             | Steven Gerrard (24)                           | 42 727          |
| 2009–10                                                             | I.              | 7.     | 3. forduló      | 4. forduló     | NK                 | BL: csoportkör EL: elődöntő                 | Fernando Torres (22)                          | 41 962          |
| 2010–11                                                             | I.              | 6.     | 3. forduló      | 3. forduló     | NK                 | EL: nyolcaddöntő                            | Dirk Kuijt (15)                               | 40 223          |
| 2011–12                                                             | I.              | 8.     | döntős          | győztes        | NK                 | NK                                          | Luis Suárez (17)                              | 44 242          |
| 2012–13                                                             | I.              | 7.     | 4. forduló      | 4. forduló     | NK                 | EL: legjobb 32                              | Luis Suárez (30)                              | 43 678          |
| 2013–14                                                             | I.              | 2.     | 5. forduló      | 3. forduló     | NK                 | NK                                          | Luis Suárez (31)                              | 44 528          |
| 2014–15                                                             | I.              | 6.     | elődöntő        | elődöntő       | NK                 | BL: csoportkör EL: legjobb 32               | Steven Gerrard (13)                           | 44 238          |
| 2015–16                                                             | I.              | 8.     | 4. forduló      | döntős         | NK                 | EL: döntős                                  | Daniel Sturridge (13)                         | 43 362          |
| 2016–17                                                             | I.              | 4.     | 4. forduló      | elődöntő       | NK                 | NK                                          | Philippe Coutinho (14)                        | 50 763          |
| 2017–18                                                             | I.              | 4.     | 3. forduló      | 4. forduló     | NK                 | BL: döntős                                  | Mohamed Szaláh (44)                           | 52 369          |
| 2018–19                                                             | I.              | 2.     | 3. forduló      | 3. forduló     | NK                 | BL: győztes                                 | Mohamed Szaláh (27)                           | 52 702          |
| 2019–20                                                             | I.              | bajnok | 5. forduló      | negyeddöntő    | döntős             | ESZK: győztes KVB: győztes BL: nyolcaddöntő | Mohamed Szaláh (23)                           |                 |
| 2020–21                                                             | I.              | 3.     | 4. forduló      | 4. forduló     | döntős             | BL: negyeddöntő                             | Mohamed Szaláh (31)                           |                 |
| 2021–22                                                             | I.              | 2.     | győztes         | győztes        | NK                 | BL: döntős                                  | Mohamed Szaláh (31)                           |                 |
| 2022–23                                                             | I.              | 5.     | 4. forduló      | 4. forduló     | győztes            | BL: nyolcaddöntő                            | Mohamed Szaláh (30)                           |                 |
| 2023–24                                                             | I.              | 3.     | negyeddöntő     | győztes        | NK                 | EL: negyeddöntő                             | Mohamed Szaláh (25)                           |                 |
| 2024–25                                                             | I.              | —      | 3. forduló      | 3. forduló     | NK                 | BL: csoportkör                              |                                               |                 |

### Magyarázat
| —  | nem létező kiírás       | KZ | kizárták                                    |
| NI | nem indult a sorozatban | NK | nem jutott be a sorozatba (nem kvalifikált) |

| VVK  | Vásárvárosok kupája         | UEFA | UEFA-kupa                    | EL  | Európa-liga        |
| KEK  | Kupagyőztesek Európa-kupája | BEK  | Bajnokcsapatok Európa-kupája | BL  | Bajnokok Ligája    |
| ESZK | Európai Szuperkupa          | VK   | Interkontinentális kupa      | KVB | Klubvilágbajnokság |

## Rekordok
Lásd: Liverpool rekordok és statisztikák